# Ангина пекторис
Ангина пекторис, известна също като стенокардия или гръдна жаба, е остра болка в гърдите, причинена от исхемия на сърдечния мускул. Причината за исхемията обикновено е спазъм на коронарните артерии, или запушването или стесняването им поради атеросклероза.
Терминът произхожда от латинското „ангина“ (болезнено възпаление на гърлото), което произхожда от гръцкото „анконе“ (удушаване), и латинското „пектус“ (гръден кош), и може да бъде преведен като задушаващо усещане в гърдите, или болка в гърдите.
Не винаги има връзка между силата на болката и степента на исхемията на сърдечния мускул. Възможно е силна болка да бъде причинена от сравнително слаба исхемия, и обратно, дори същински инфаркт да протече безболезнено.
Влошаващи се последователни пристъпи, пристъп при покой или пристъп, по-дълъг от 15 минути са симптом на т.нар. нестабилна стенокардия. Често те са придружени и от други елементи на острия коронарен синдром. Те често са предвестници на инфаркт на миокарда, изискват спешна медицинска намеса и обикновено се лекуват като настъпващ инфаркт на миокарда.